# 海棲副獅子魚
海棲副獅子鱼，为輻鰭魚綱鮋形目杜父魚亞目狮子鱼科的其中一種。目前僅發現於南冰洋赫德島海域，屬深海底棲性魚類，棲息深度在水深620至1600公尺，體長可達13.5公分，生活習性不明。